# Río Serebrianka
El Serebrianka es un río del óblast de Sverdlovsk, en Rusia. Es un afluente de la ribera derecha del Chusovaya, lo que le convierte en uno de los ríos de la cuenca hidrográfica del Volga, ya que el Chusovaya desemboca en el Kama, que es a su vez afluente del Volga. Es un río de régimen nival.

## Geografía
Nace en los montes Urales, tiene una longitud de 147 km y su cuenca se extiende por 1240 km². Su caudal medio anual es de 12.4 m³/s. Permanece helado de noviembre a abril.